# Kostijerevo
Kostijerevo (en serbe cyrillique : Костијерево) est un village de Bosnie-Herzégovine. Il est situé dans la municipalité de Zvornik et dans la république serbe de Bosnie. Selon les premiers résultats du recensement bosnien de 2013, il compte 833 habitants.

## Démographie

### Évolution historique de la population dans la localité
| 1948 | 1953 | 1961 | 1971 | 1981  | 1991   | 2013 |
| ---- | ---- | ---- | ---- | ----- | ------ | ---- |
| -    | -    | 694  | 803  | 1 052 | 1 230, | 833  |

|  |